# ЦЕР-10
ЦЕР (Цифарски Електронски Рачунар), модел 10, је први дигитални рачунар направљен у СФРЈ, али такође и први оригинални дигитални рачунар саграђен у Јужној и средњој Европи у периоду од 1949—1959. године. Пре Југославије, у Европи су само Енглеска, Немачка, Француска и Русија саградиле сопствене оригиналне дигиталне рачунаре у то време. ЦЕР-10 је био електронски рачунар заснован на електронским цевима, транзисторима и ел. релејима, који је пројектован и произведен у Институту „Винча“ и Институту „Михајло Пупин“ (ИМП-Београд) у периоду од 1956. до 1960. године.
ЦЕР-10 добио је име по планини Цер, у чијем подножју је рођен др Тихомир Алексић. ЦЕР је уједно и скраћеница за Цифарски електронски рачунар, а 10 у имену означава да је то први рачунар, нулте серије.

## Историја
ЦЕР-10 је идејно дизајнирао проф. др. Тихомир Алексић а током четири године пројектовала га је и изградила ауторска екипа (редослед имена по времену доласка у Винчу) : акад.др Рајко Томовић, др Вукашин Масникоса, др Ахмед Манџић, инж. Душан Христовић, инж. Петар Врбавац, др Милојко Марић, десетак техничара и бројног осталог особља. После вишемесечних проба пуштен је у рад 1960. године у Винчи. Касније је систем ЦЕР-10 био редизајниран и знатно проширен са тзв. Статистичким органом, крајем 1962. године у Институту „М. Пупин“. Овај рачунар је радио на решавању математичких задатака за СКНЕ-Винча од 1961, па затим на статистичкој обради крипто-ннформација за потребе Савезне владе и Танјуга од 1963—1967. године.
Тим креатора ЦЕР-10 рачунара добио је задатак да направи два рачунара, један који ће служити Савезној влади, а други за Нуклеарну комисију. Услед недовољне суме новца направили су само један.
Први ЦЕР-10 се налазио у згради СКНЕ-ССУП - Савезна комисија за нуклеарну енергију (некадашња зграда ПРИЗАД-а, у којој се у то време налазило и седиште ОЗНЕ) од 1961. Имао је више намена. Основна сврха му је била статистичка обрада шифрованих података које је користила Савезна влада. Од 1963. године, када се у ову зграду уселио ТАНЈУГ, три године је коришћен за ширење вести.
Након дужег периода током кога је ЦЕР-10 служио као едукативно средство, завршившио је на тавану Електротехничке школе, са покиданим кабловима и изгорелим кућиштима. Марта 2006. године Институт „Михајло Пупин” је поклонио кућиште-орман машине и сачуване делове рачунара, као и део оригиналне документацује ЦЕР-10, Музеју науке и технике у Београду (МНТ-САНУ) у Скендербеговој улици 51. Уз помоћ старих нацрта поново му је враћен првобитни изглед и данас се чува у овом Музеју, док је један његов орман смештен у Академији наука.

## Спецификације
Рачунар ЦЕР-10 је трошио 60 кW електричне енергије и могао је да оствари 50,000 једноставних операција у секунди. Састојао се од шест металних ормана, величине 2×2 м, који су се налазили у соби величине 80 м2, са дуплим подом, под којим су били каблови. Према речима Др Вукашина Масникосе, поред спољне (бубањ) меморије и штампача, сви остали делови компјутера су били направљени на Институту.
Следе спецификације овог модела ЦЕР-10
- 1750 електронских цеви,types ECC.81,EL.83-Philips;
- 1500 транзистора, types OC.76,OC.44, 2N.396, и 14.000 германијумских диода OA.85;
- Примарна меморија са феритним језгрима Philips: капацитета 4096 тридесетобитних речи;
- Секундарна меморија: бушена папирна трака;
- Брзина: мин. 1600 сабирања у секунди (50.000 простих операција/сек).
- Периферијски уређаји: Фотоелектрични читач бушене папирне траке, Ferranti тип TR 2B; Бушач папирне траке, Creed тип 25; Телепринтер-штампач, Siemens модел Т-100.

## Галерија
- Статистички орган рачунара ЦЕР-10
- Логичке јединке Центр. процесора
- Феритна меморија рачунара ЦЕР-10
- Меморијски излазни појачавачи (штампане плочице)
- ЦЕР телепринтер
- Књига: 50 година рачунарства у Србији, изд. ДИС, ИМП и PC-press, 2011.